# سارة أدينا سميث
سارة أدينا سميث (بالإنجليزية: Sarah Adina Smith) هي كاتبة أفلام ومخرجة ومحررة أمريكية. ومن بين الأفلام التي أخرجتها قلب باستور المريض (2016).

## وصلات خارجية
- سارة أدينا سميث على موقع IMDb (الإنجليزية)
- سارة أدينا سميث على موقع قاعدة بيانات الفيلم (الإنجليزية)